# Weird SoundCloud
Le weird SoundCloud ou SoundClown,, est une scène musicale parodique de mash-ups qui se déroule sur la plateforme de distribution en ligne SoundCloud. La scène est décrite par ses producteurs et les journalistes musicaux comme un point de vue satirique sur la musique de danse électronique et le contenu internet inutile et jetable. Une critique, Audra Schroeder, l'a catégorisée comme une blague qui « déconstruit et remodèle les mèmes et la musique populaire, recontextualisant les textes sacrés des salons de discussion du millénaire. »

## Origines
Dans une interview de janvier 2014, le DJ Kevin Wang suggère que le Weird SoundCloud « xiste depuis un ou deux ans », mais qu'il a commencé à gagner en popularité l'année précédente grâce aux blogs Internet d'electronic dance music Le producteur de Weird SoundCloud Ideaot suggère que certains membres du phénomène venaient de la scène YouTube Poop. Un autre producteur de la communauté, DJ @@ (AT-AT), a expliqué que les producteurs qui rejoignent la scène « veulent exprimer leur musicalité, la considèrent comme une forme plus mature de YouTube Poop » ou « cherchent simplement à être reconnus sur les sites de réseaux sociaux. » AT-AT a déclaré que c'était « une chose amusante à faire, et après avoir arrêté de faire de la vraie musique, j'ai senti que j'avais besoin d'un peu d'exutoire pour ma créativité. Le fait que les gens l'apprécient et/ou le traitent comme une parodie (citation directe d'un de mes titres) me stimule. »

## Caractéristiques
Le weird SoundCloud est un genre musical de mash-up et de parodie qualifié par la journaliste Audra Schroeder d'« in-joke » qui « déconstruit et remodèle les mèmes et la musique populaire, recontextualisant les textes sacrés des salons de discussion millénaires. » La plupart des morceaux durent entre 30 secondes et une minute. Les créateurs de weird SoundCloud sont connus sous le nom de SoundClowns, un terme inventé par le producteur Dicksoak. Ideaot décrit la communauté weird SoundCloud comme « en grande partie des gens qui sont amis les uns avec les autres. » Le critique de Noisey Ryan Bassil souligne la variété de la musique issue du paysage weird SoundCloud : « Une minute, on peut écouter le thème de Seinfeld réimaginé comme un caillot dubstep qui provoque un AVC. » Bassil analyse que les morceaux « s'inspirent souvent du passé et le transforment en quelque chose qui, bien que n'étant pas tout à fait utile, sonne frais et reflète le panorama abstrait et déroutant qui résume l'internet moderne. » Bassil compare le lexique des titres de SoundClown à celui des utilisateurs de Reddit et de Twitter.

## Accueil
Bassil fait l'éloge de la scène SoundClown comme étant « adorable et étrangement honnête », expliquant qu'elle « [me] rappelle simplement que nous sommes tous des humains sur Internet, tous à la recherche d'un #contenu qui signifie quelque chose, quelque chose avec lequel se connecter, mais qui ne fait généralement que draguer des versions abâtardies de choses que nous avons déjà lues, vues ou regardées auparavant. » Bassil décrit également le weird SoundCloud comme une version plus réussie d'une scène similaire connue sous le nom de weird YouTube ; la raison du succès des SoundClowns est due à l'algorithme de découverte de SoundCloud : « De petits collectifs et des tendances peuvent se former, et il y a une abondance de morceaux d'artistes qui sont presque en train de se forger une carrière grâce à cela, plutôt que de télécharger un seul succès viral. » Des publications dressent des listes d'œuvres weird SoundCloud, comme BuzzFeed avec « 23 des chansons les plus étranges sur Soundcloud », Obsev avec « Weird SoundCloud Mashups That Must've Been Made While Drunk », et Thump avec « 9 of the Best and Most Upsetting Soundclowns we Could Find », où l'écrivain Isabelle Hellyer le qualifie de « genre musical le plus influent de l'histoire de l'humanité. » Un auteur de Your EDM le qualifie d'« étrangement addictif ».